# Peugeot Typ 11
Der Peugeot Typ 11 ist ein frühes Automodell des französischen Automobilherstellers Peugeot, von dem von 1895 bis 1897 im Werk Valentigney 27 Exemplare produziert wurden.
Die Fahrzeuge besaßen einen Zweizylinder-Viertaktmotor nach Lizenz Daimler, der im Heck angeordnet war und über Ketten die Hinterräder antrieb. Der Motor leistete aus 1645 cm³ Hubraum zwischen 3,25 und 3,75 PS.
Bei einem Radstand von 145 cm und einer Spurbreite von 129 cm vorne bzw. 131 cm hinten betrug die Fahrzeuglänge 240 cm, die Fahrzeugbreite 142 cm und die Fahrzeughöhe 160 cm. Die Karosserieform Zweiplätzer bot Platz für zwei Personen.